# Sidi Boaal
Sidi Boaal (àrab سيدي بوعل) és una comuna rural de la província de Taroudant de la regió de Souss-Massa. Segons el cens de 2014 tenia una població total de 3.019 persones.